# Apianthidium apiforme
Apianthidium apiforme är en biart som först beskrevs av Meade-waldo 1914.  Apianthidium apiforme ingår i släktet Apianthidium och familjen buksamlarbin. Inga underarter finns listade i Catalogue of Life.